# 宮永恵太
宮永 恵太（みやなが けいた、1983年12月24日 - ）は、日本の男性声優。アーツビジョン所属。東京都出身。

## 人物
日本ナレーション演技研究所卒業。
趣味・特技は音楽（歌う・聞く・作る）、自転車、スキー、ドライブ。

## 出演

### テレビアニメ
2012年
- エリアの騎士（向井雄悟）
- 絶園のテンペスト 〜THE CIVILIZATION BLASTER〜（局員A）
- 探検ドリランド（ゴラン手下）

2013年
- ROBOTICS;NOTES（記者、アナウンサー）

2014年
- ドラえもん（テレビ朝日版第2期）（2014年 - 2019年、若者A、青年、店員）

2015年
- 俺物語!!（村田）
- スティッチ! パーフェクト・メモリー（兵士）

2017年
- 将国のアルタイル（親兵F）

2018年
- クレヨンしんちゃん（2018年 - 2024年、入口係員、イケメンB、イケメン、学生A、警官 他）
- 忍たま乱太郎（忍術塾卒業生、タソガレドキ忍者）

### 劇場アニメ
- 屍者の帝国（2015年）

### ゲーム
- ドラえもん 新・のび太の日本誕生（2016年、クラヤミ族B）

### ラジオドラマ
- VOMIC ハイキュー!!（菅原孝支[3]）

### 吹き替え
- アメイジング・スパイダーマン
- 最強のふたり（バスティアン）

### 舞台
- 東京フランセーズ第二回公演
  - 「不思議の国のアリスと帽子屋さんのお茶会」通訳役
- MFビレッジ公演
  - 「いつかおそらのてっぺんで」チップ・ルーク役